# El pescador (Jozef Israëls)
El pescador, también conocida como La lucha por la existencia, es un boceto del pintor y escritor neerlandés Jozef Israëls, elaborada en 1883. Forma parte de la colección del Museo Soumaya. La obra terminada se encuentra expuesta en Bremen, Alemania.

## Obra
Tras su regreso de París, lugar donde perfeccionó un estilo académico de pintura y de su viaje a Alemania para estudiar a los artistas románticos, en torno a 1850, Israëls comenzó a abandonar su tendencia a la pintura de historia y de pasajes literarios para comenzar a realizar obras con escenas de la vida de los pescadores y poco después sobre la vida cotidiana de los campesinos. La razón de este cambio se debió a que mientras se recuperaba de una enfermedad en un pueblo pesquero holandés llamado Zandvoort, quedó consternado por las vidas y la cantidad de trabajo de los pescadores y sus familias. Dichos cuadros le ganaron una fama internacional.

### Descripción
Esta obra corresponde a uno de los temas popularizados de Israëls, coincidiendo también con una etapa más madura del artista tras su establecimiento en la Escuela de La Haya en 1870, convirtiéndolo en uno de los artistas más reconocidos de esta.
En la pintura se puede observar de tamaño casi natural a un pescador de una edad avanzada debido a las arrugas plasmadas en su rostro, plantado con firmeza en medio del oleaje. Con sus manos sostiene una red, la cual mira fijamente. Un aspecto que llama la atención es que el mar se encuentra casi fundido con el cielo debido a la paleta de colores usada por el artista en ambos. En la esquina inferior derecha del cuadro se encuentra su nombre y el año de realización.